# 河野久
河野 久（こうの ひさし、天保7年(1836年)11月 - 明治20年(1887年)7月または8月）は近代の宗教家（神道）。通称は虎五郎。後に俊八。道号は至道寿人（しどう）。